# Andreas Ekberg
Andreas Ekberg est un arbitre de football suédois. Il est arbitre international FIFA depuis 2013. Il devient arbitre professionnel en 2004 et arbitre du championnat de Suède depuis 2009 . Il est choisi par l'UEFA comme arbitre de l'Euro 2020.